# Jiří Ježek (cyklista)
Jiří Ježek (* 16. října 1974 Praha) je bývalý český profesionální handicapovaný cyklista. Šestinásobný paralympijský vítěz a šestinásobný mistr světa je nejúspěšnějším cyklistou paralympijské historie. Úspěšně absolvoval i závody se zdravými cyklisty.
Věnuje se různým dobročinným projektům a motivačním přednáškám. O svém životním příběhu napsal autobiografickou knihu Frajer.
Po autonehodě z roku 1985 má amputovanou pravou nohu pod kolenem. Závodil mezi lety 1994 a 2017.

## Sportovní kariéra
První mezinárodní sportovní úspěchy zaznamenal v roce 1998 na mistrovství světa v americkém Colorado Springs, kde získal stříbrnou medaili v silničním závodě a bronzovou medaili ve stíhacím závodě na dráze.
Mezi hvězdy paralympijské cyklistiky se zařadil na XI. letních paralympijských hrách 2000 v Sydney dvojnásobným vítězstvím na dráze: zlato získal jak v závodě na 1 km s pevným startem, tak ve stíhacím závodě na 4 km; stříbro připojil ze silničního závodu.
Od počátku roku 2004 se začal věnovat cyklistice „na plný výkon“, na profesionální bázi. Jeho manželka Soňa se stala zároveň i manažerkou v jeho minitýmu, jako ho nazýval. Tým D.A.S. - DURATEC.
Na paralympiádě v Aténách 2004 se mu podařilo vybojovat zlatou medaili ve sloučeném závodě na silnici (časovka a silniční závod). Z dráhových závodů získal stříbrnou medaili ve stíhacím závodě na 4 km.
Na Letních paralympijských hrách 2008 v Pekingu se postavil na start ve všech cyklistických paralympijských disciplínách:
- 8. září 2008 zvítězil ve stíhacím závodě na 4 kilometry s pevným startem na velodromu Laoshan. Porazil i svého největšího soupeře, španělského cyklistu Roberta Alcaideho, a ustanovil nový paralympijský rekord časem 4 minuty 45,278 sekundy.
- 9. září se umístil tamtéž druhý v závodě na 1 kilometr s pevným startem.
- 10. září získal spolu s Jiřím Bouškou a Tomášem Kvasničkou bronzovou medaili ve sprintu družstev.
- 12. září zvítězil v silniční časovce na 24,8 km, kterou ujel průměrnou rychlostí 44,4 km/h.

V roce 2010 byl jezdcem kontinentálního (tředidivizního) profesionálního týmu Tusnad a měl tak možnost závodit i se špičkovými profesionály prvodivizních týmů.
Na Letních paralympijských hrách 2012 v Londýně získal stříbrnou medaili na dráze ve stíhacím závodě na 4 km a zlatou medaili v silniční časovce, díky čemuž se stal nejúspěšnějším cyklistou v paralympijské historii.
V roce 2013 mu byl umožněn start v časovce na Tour de France jako oficiálnímu předjezdci. (Na trati 33 km dosáhl neoficiálního času 43:11.)
Dne 1. září 2014 měl na mistrovství světa handicapovaných cyklistů v Greenville v americké Jižní Karolíně těžký pád při hromadném cílovém spurtu silničního závodu. S vážnými mnohačetnými zraněními (komplikované zlomeniny žeber, zhmožděná plíce, utržený prsní sval, komplikovaná zlomenina pažní kosti a fraktura zubů) byl převezen do greenvillské nemocnice, kde byl uveden do umělého spánku a operován.
V letech 2016 a 2017 byl členem kontinentálního týmu Team DUKLA Praha.
Dne 30. září 2017 ukončil aktivní závodní kariéru závodem v rámci Evropského poháru handicapovaných cyklistů v Praze na Strahově, kde se umístil na třetím místě.
V průběhu závodní kariéry úspěšně absolvoval i závody se zdravými cyklisty. Vyzkoušel si i závody MTB a v cyklokrosu. V roce 2011 dokonce běžel Pražský půlmaratón (dokončil ho v čase 1 hodina 50 minut, i když s bolestmi a zdravotními následky).
Jeho úspěšnou sportovní kariéru kromě manželky a manažerky Soni významně ovlivnili také trenér Viktor Zapletal a kamarád a tréninkový partner Jiří Chyba.

## Politická kariéra
Též je členem Národní rady pro sport v rámci Národní sportovní agentury v oboru Handicapovaní sportovci.

## StarDance
Česká televize představila Ježka jako jednu z osobností, která se zúčastnila v roce 2024 třinácté soutěžní řady soutěže StarDance spolu s taneční partnerkou Lenkou Norou Návorkovou. Umístili se na 9. místě.